# Younique Unit
Younique Unit (en hangul, 유니크 유닛) es un proyecto musical surcoreano, creado para una colaboración entre S.M. Entertainment y Hyundai (Premium Younique Lifestyle) en 2012. El grupo originalmente consistía de seis miembros de otros grupos: Eunhyuk de Super Junior, Hyoyeon de Girls' Generation, Henry de Super Junior-M, Taemin de SHINee y Luhan y Kai de EXO, pero Luhan abandonó todos sus proyectos con la S.M. al demandar a la agencia en 2014.

## Historia

### 2011─2012: Debut
«Maxstep» fue la canción elegida para la actuación de baile de Eunhyuk, Taemin y Kai en el evento SBS Gayo Daejun el 29 de diciembre de 2011. Solo parte de la canción fue presentada, la parte cantada por Eunhyuk y Taemin. En ese tiempo no se sabía si «Maxstep» sería lanzada oficialmente.
El 16 de octubre de 2012, S.M. Entertainment presentó el grupo especial, llamado Younique Unit, creado a partir de una colaboración de la empresa con Hyundai. Integrado por los miembros: Eunhyuk (Super Junior), Hyoyeon (Girls' Generation), Henry (Super Junior-M), Luhan (EXO), Taemin (SHINee) y Kai (EXO). El grupo cantó la canción «Maxstep», lanzada como sencillo para el álbum especial PYL Younique Album Vol.1, que cuenta con tres canciones: «Lookin» de BoA, «My Lifestyle» de Jessica y «Maxstep». Un vídeo teaser de la canción fue mostrado en PYL Younique Show el 17 de octubre de 2012. «Maxstep» fue lanzado oficialmente como sencullo el 31 de octubre de 2012, entrando en la posición número 228 en la Gaon Digital Chart.

## Miembros
| Integrantes      | Integrantes      | Integrantes          | Integrantes          | Integrantes                        | Integrantes                                  | Integrantes       |
| Nombre artístico | Nombre artístico | Nombre de nacimiento | Nombre de nacimiento | Fecha de nacimiento                | Lugar de nacimiento                          | Grupo             |
| Romanización     | Hangul           | Romanización         | Hangul/Hanja         | Fecha de nacimiento                | Lugar de nacimiento                          | Grupo             |
| ---------------- | ---------------- | -------------------- | -------------------- | ---------------------------------- | -------------------------------------------- | ----------------- |
| Eunhyuk          | 은혁             | Lee Hyuk Jae         | 이혁재               | 4 de abril de 1986 (38 años)       | Goyang, Provincia de Gyeonggi, Corea del Sur | Super Junior      |
| Hyoyeon          | 효연             | Kim Hyo Yeon         | 김효연               | 22 de septiembre de 1989 (35 años) | Incheon, Corea del Sur                       | Girls' Generation |
| Taemin           | 태민             | Lee Tae Min          | 이태민               | 18 de julio de 1993 (31 años)      | Seúl, Corea del Sur                          | SHINee            |
| Kai              | 카이             | Kim Jong In          | 김종인               | 14 de enero de 1994 (31 años)      | Suncheon, Jeolla del Sur, Corea del Sur      | EXO               |
| Exintegrantes    |                  |                      |                      |                                    |                                              |                   |
| Luhan            | 루한             | Lù Hán               | 鹿晗                 | 20 de abril de 1990 (34 años)      | Haidian, Pekín, China                        | EXO               |
| Henry            | 헨리             | Henry Lau            | 헨리 라우            | 11 de octubre de 1989 (35 años)    | Toronto, Ontario, Canadá                     | Super Junior-M    |

## Discografía
| Título    | Año  | Mejores posiciones | Ventas              | Álbum                 |
| Título    | Año  | COR Gaon           | Ventas              | Álbum                 |
| --------- | ---- | ------------------ | ------------------- | --------------------- |
| «Maxstep» | 2012 | 228                | - COR (DL): 15 420+ | PYL Younique Volume 1 |